# Морозова, Татьяна Васильевна (шахматистка)
Татьяна Васильевна Морозова (12 декабря 1943 — 15 ноября 2021) — советская шахматистка. Чемпионка Украины по шахматам среди женщин (1970), участница первенств СССР. Мастер спорта СССР по шахматам (1977), призёр командных первенств СССР, обладательница Кубка СССР (1978) в командном зачёте.

## Биография
До 1963 года жила в Вильнюсе, затем училась в Ленинграде и работала во Львове. В 1975 г. переехала из Львова в Одессу.
В 1960 году победила в чемпионате Литвы по шахматам среди девушек. В 1960-70-е годы была одной из лучших шахматисток Украины. Победила на чемпионате Украинской ССР по шахматам среди женщин (1970).
С 1966 по 1977 годы пять раз участвовала в чемпионатах СССР по шахматам среди женщин (1966, 1970, 1973, 1974, 1977). Лучший результат показала в чемпионате СССР 1977 года — 5-е место. В 1977 году стала первым мастером спорта по шахматам среди женщин в Одессе. В 1980 г. заняла 6-е место на международном турнире в Одессе.
Представляла Украину на командных первенствах СССР. В 1969 г. стала бронзовым призёром первенства СССР между командами союзных республик по шахматам. В составе команды спортивного общества «Авангард» была бронзовым призёром командного Кубка СССР 1971 г. и выиграла командный Кубок СССР по шахматам в 1978 г..
После окончания турнирных выступлений перешла на работу тренером в Одесском шахматно-шашечном клубе. Написала книгу «Сказочные шахматные истории и приключения» (в соавторстве с дочерью Александрой Прадько), где представлен учебный материал с наглядными иллюстрациями для детей и любителей шахмат. Является автором книги «Призрачные тени шахматной истории», в которой «размышляет о судьбах шахматистов в эпоху крутых перемен».
Умерла 15 ноября 2021 года.

## Спортивные достижения
| Год       | Город                  | Турнир                           | + | − | =  | Результат | Место |
| --------- | ---------------------- | -------------------------------- | - | - | -- | --------- | ----- |
| 1962      | Ленинград              | 8-е командное первенство СССР    | 3 | 2 | 3  | 4½ из 8   | 8     |
| 1966      | Киев                   | 26-й чемпионат СССР среди женщин | 5 | 7 | 7  | 8½ из 19  | 11—14 |
| 1969      | Грозный                | 11-е командное первенство СССР   | 2 | 3 | 3  | 3½ из 8   | 3     |
| 1970      | Бельцы                 | 30-й чемпионат СССР среди женщин | 5 | 9 | 5  | 6½ из 19  | 17—18 |
| 1971      | Ростов-на-Дону         | 7-й командный Кубок СССР         | 0 | 3 | 4  | 2 из 7    | 3     |
| 1973/1974 | Тбилиси                | 33-й чемпионат СССР среди женщин | 4 | 4 | 11 | 9½ из 19  | 8—10  |
| 1974      | Тбилиси                | 34-й чемпионат СССР среди женщин | 4 | 8 | 6  | 7 из 18   | 15    |
| 1977      | Львов                  | 37-й чемпионат СССР среди женщин | 6 | 2 | 9  | 10½ из 17 | 5     |
| 1978      | Орджоникидзе[уточнить] | 10-й командный Кубок СССР        | 0 | 3 | 4  | 2 из 7    | 1     |
| 1980      | Ростов-на-Дону         | 11-й командный Кубок СССР        | 0 | 4 | 3  | 1½ из 7   | 5     |

| Графики недоступны из-за технических проблем. См. информацию на Фабрикаторе и на mediawiki.org. |

## Книги
- Морозова Т.В., Прадько А.А. Сказочные шахматные истории и приключения. — Одесса: ВМВ, 2003. — 206 с.
- Морозова Т.В. Призрачные тени шахматной истории. — Одесса: Астропринт, 2004. — 179 с.